# Richard Helms
Richard Helms (30. ožujka 1913. – 22. listopada 2002.) bio je direktor CIA-e između 1966. i 1973. godine.

## Rani život
Helms se rodio u Philadelphiji 1913. godine, a u svojoj 22 godini života završava fakultet u Williamstownu u Massachusettsu nakon čega odlazi na putovanje u Europu gdje će tijekom Olimpijade 1936. godine u svojstvu američkog novinara raditi intervju s Adolfom Hitlerom. Nakon toga Richard Helms odlazi u Švicarsku gdje svom znanju njemačkog dodaje i francuski jezik.

## CIA
Nakon ulaska SAD u rat 1941. godine Richard Helms je završio u ratnoj mornarici do trenutka kada je njegovo znanje stranih jezika bilo primjećeno od OSS organizacije koja će kasnije biti pretvorena u CIA-u. Gotovo odmah po završetku Drugog svjetskog rata u svojoj 33 godini Helms je bio unapređen u šefa američke tajne službe na području Austrije, Njemačke i Švicarske gdje dolazi do zastoja njegove karijere sve do propasti američke invazije na Kubu 1962. godine nakon čega dolazi do velikog "čišćenja" CIA-inih kadrova i njegovog unaprjeđenja na položaja šefa Odjela za posebne aktivnosti (CIA). Tijekom sljedeće 4 godine pod njegovim zapovjedništvom ovaj odjel izvršava uspješne državne udare u Iraku (1962), Južnom Vijetnamu (1963), Brazilu (1964), a nakon onog zadnjeg u Indoneziji 1965. godine Helms je bio unaprijeđen prvo na položaj zamjenika direktora CIA, a potom i na mjesto direktora.

## CIA direktor i kasnije
Krajem šesdesetih i početkom sedamdesetih politika pučeva u Latinskoj Americi i Indokini se nastavlja bez promjene dok se s druge strane pojavljuje CIA teorija Južnog štita u Europi po kojoj su fašističke diktature u južnoj Europi u američkom interesu. U skladu s tom teorijom u Grčkoj dolazi do puča 1967. godine i do pokušaja konfuznog puča u Italiji 1970. godine. Do iznenadnog prekida direktorske karijere Helmsa dolazi 1973. godine nakon što je odbio prijedlog Richarda Nixona da CIA preuzme krivicu za aferu Watergate. Kako bi bio dodatno ponižen on će biti smjenjen samo mjesec dana prije nego što bi po CIA pravilima stekao pravila za penziju. Nakon smjene Helms je bio maknut iz Washingtona i poslan u Iran kako bi tamo bio SAD-ov veleposlanik.
Watergate afera kao i ona o CIA ulozi u puču protiv čileanskog predsjednika Salvador Allendea u kojoj je sam Helms odigrao veliku ulogu je početkom sedamdesetih izazvala zgražanje SAD stanovnika protiv agencije što na kraju dovodi do kongresne istrage u kojoj će Richard Helms lagati, zbog čega biva kažnjen, ali istovremeno dobiva još veće poštovanje svoje bivše agencije.
Tijekom svojih zadnjih 15 godina života reputacija Richarda Helmsa bila je potpuno obnovljena i među političarima, tako da je bio u slučajevima potrebe pozivan kao savjetnik od kasnijih CIA direktora i ostalih sigurnosnih služba. Richard Helms je umro 22. listopada 2002. godine.

## Vanjske poveznice
- Uloga u postavljanju Sadam Huseina na vlast
- Helms razgovara Watergate aferi  Arhivirana inačica izvorne stranice od 27. travnja 2006. (Wayback Machine)
- dokumenti s kojih je skinuta oznaka tajnosti